# Cleveland Cavaliers 1996-1997
La stagione 1996-97 dei Cleveland Cavaliers fu la 27ª nella NBA per la franchigia.
I Cleveland Cavaliers arrivarono quinti nella Central Division della Eastern Conference con un record di 42-40, non qualificandosi per i play-off.

## Roster
| N° | Naz.                   | Ruolo | Sportivo          | Anno | Alt. | Peso |
| -- | ---------------------- | ----- | ----------------- | ---- | ---- | ---- |
| 1  | Stati Uniti (bandiera) | G     | Terrell Brandon   | 1970 | 180  | 82   |
| 2  | Stati Uniti (bandiera) | G     | Reggie Geary      | 1973 | 188  | 85   |
| 3  | Stati Uniti (bandiera) | G     | Bob Sura          | 1973 | 196  | 91   |
| 14 | Stati Uniti (bandiera) | G     | Bobby Phills      | 1969 | 196  | 95   |
| 21 | Stati Uniti (bandiera) | GA    | Antonio Lang      | 1972 | 203  | 93   |
| 23 | Stati Uniti (bandiera) | G     | Carl Thomas       | 1969 | 193  | 79   |
| 24 | Stati Uniti (bandiera) | A     | Chris Mills       | 1970 | 198  | 98   |
| 32 | Stati Uniti (bandiera) | A     | Tyrone Hill       | 1968 | 206  | 109  |
| 33 | Stati Uniti (bandiera) | A     | Donny Marshall    | 1972 | 201  | 104  |
| 35 | Stati Uniti (bandiera) | A     | Danny Ferry       | 1966 | 208  | 104  |
| 41 | Stati Uniti (bandiera) | AC    | Mark West         | 1960 | 208  | 104  |
| 44 | Stati Uniti (bandiera) | C     | Shawnelle Scott   | 1972 | 208  | 113  |
| 52 | Ucraina (bandiera)     | C     | Vitalij Potapenko | 1975 | 208  | 129  |

## Staff tecnico
- Allenatore: Mike Fratello
- Vice-allenatori: Ron Rothstein, Sidney Lowe, Jim Boylan